# Diamond Aircraft

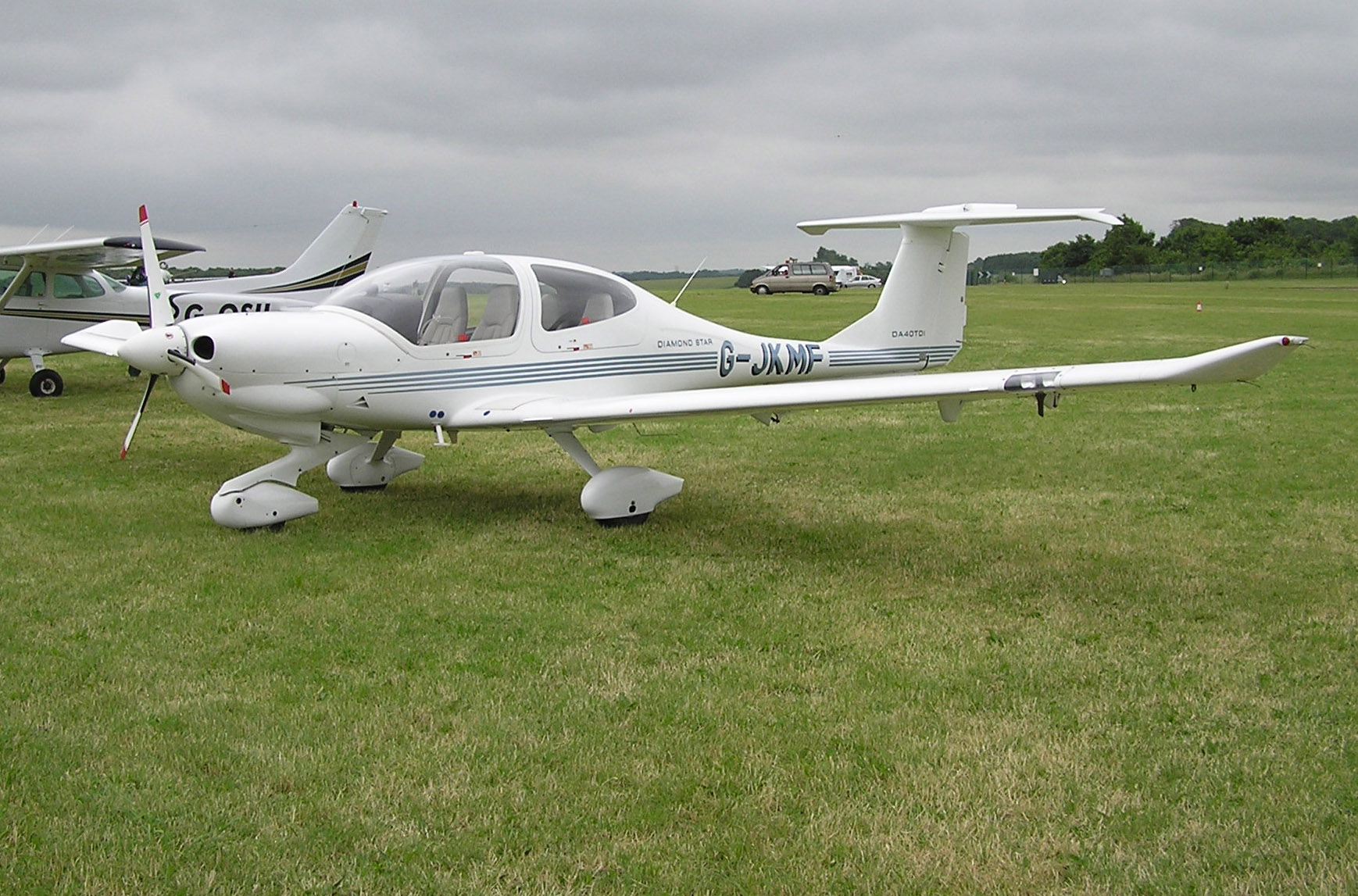
DA40 TDI

Diamond Aircraft är ett företag i Österrike som tillverkar sportflygplan och motorsegelflygplan. Diamond Aircraft grundades 1981 som Hoffman Flugzugbau och bytte 1989 namn till HOAC när familjen Diesen övertog ägandet. 1995 tog det nuvarande firmanamnet. Företaget har fabriker i Österrike, Kanada och Kina.

## Produkter

### Flygplan
- Diamond DA20
- Diamond DV20
- Diamond DA36 E-Star
- Diamond DA40 Star
- Diamond DA42 TwinStar
- Diamond DA50
- Diamond HK36 Dimona
- Diamond D-Jet

### Simulatorer
- D-SIM-20
- D-SIM-40
- D-SIM-42
- D-SIM-D-JET

## Verksamhet
Diamond Aircraft har utmärkt sig genom att gå i spetsen för användandet av dieselmotorer inom sportflyget. Den senaste modellen heter DA 42 och har två motorer på vardera 135 hästkrafter. Turbodieselmotorn är en konstruktion från Thielert kallad TAE125 som i grund är konstruerad av Mercedes och används i A-class modellen A113CDI, cylindervolymen är på 1.3 liter och utvecklar totalt 135hk, 99kw. För att effektivisera förbränningen är även flygplanet utrustat med ett FADEC-system (Full Authority Digital Engine Control), som automatiskt ställer in propellervinkel och bränsleflöde samt andra parametrar för att uppnå högsta möjliga effektivitet. En annan utmärkande egenskap med flygplanet är att man helt ersatt gasreglaget och blandningsreglaget med en Single Power-lever, där man med hjälp av reglaget ställer in önskad motoreffekt i procent av högsta möjliga effekt.  Bränslekonsumtionen är låg, 18 liter Jet A1 per timme (DA40) och vid 75% motoreffekt. På flygnivå 100 (3000 m) gör flygplanet en fart på c:a 300 km/h. Det lägre priset på Jet A1 jämfört med Avgas 100LL tillsammans med den lägre bränsleförbrukningen ger en lägre milkostnad jämfört med konventionella motoralternativ.
För att demonstrera flygplanets prestanda genomfördes  16 augusti 2004 den första direktflygningen över Atlanten med ett dieseldrivet sportflygplan. Planet, en DA 42, framfördes av testpiloten Gerard Guillaumaud från St. John's på Newfoundland till Porto, Portugal.
Diamond utvecklar ett jetplan, D-JET, som gjorde sin första flygning 18 april 2006.